# Колісник Андрій Володимирович
Андрі́й Володи́мирович Колі́сник (3 серпня 1965 — 22 січня 2015) — старший лейтенант Збройних сил України, учасник російсько-української війни.

## Короткий життєпис
Передовий авіанавідник, 20-й окремий мотопіхотний батальйон, 93-тя окрема механізована бригада.
22 січня 2015 року російські збройні формування на бронетехніці заїхали у селище Красний Партизан, де знаходився блокпост зі взводом 20-го окремого мотопіхотного батальйону. 20 оборонців блокпосту, незважаючи на чисельну перевагу противника — до роти, яких з іншого боку посилювали танки, відбивалися дві години. Згодом терористи свідчили, що старший лейтенант Колісник бився до кінця та загинув як герой. Коли закінчилися набої, терористи запропонували воякам здатися, але Колісник відмовився та віддав наказ відступати, сам же не покинув позиції. 9 українських вояків терористи полонили. Завдяки мужності вояків військовики на інших блокпостах мали змогу мобілізуватися та ускладнили шлях терористів, котрі намагалися безперешкодно проїхати з Донецька в Горлівку.
Капелан 20-го батальйону отець Дмитро Поворотний вивіз з окупованої території тіла Колісника, молодшого сержанта Романа Сеха, солдата Сергія Слісаренка, молодшого сержанта Альберта Саруханяна.
Вдома залишились дружина та дві доньки.

## Нагороди та вшанування
- Указом Президента України № 311/2015 від 4 червня 2015 року, «за особисту мужність і високий професіоналізм, виявлені у захисті державного суверенітету та територіальної цілісності України, вірність військовій присязі», нагороджений орденом Богдана Хмельницького III ступеня (посмертно)[1].
- Вшановується в меморіальному комплексі «Зала пам'яті», в щоденному ранковому церемоніалі 22 січня[2][3].